# Leichtathletik-Europameisterschaften 1990/3000 m Hindernis der Männer

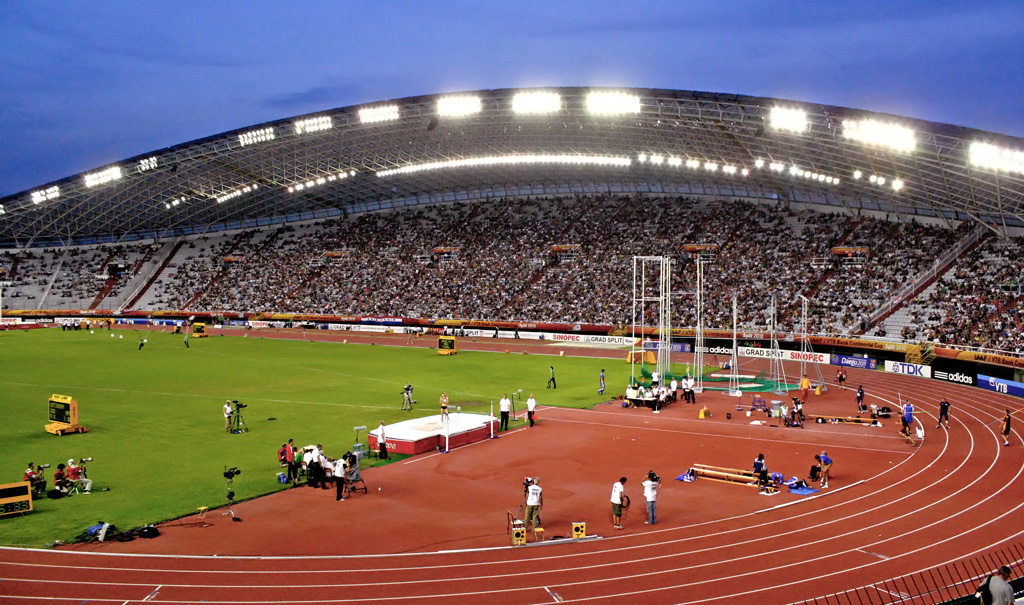
Das Stadion Poljud von Split im Jahr 2010

Der 3000-Meter-Hindernislauf der Männer bei den Leichtathletik-Europameisterschaften 1990 wurde am 28. und 30. August 1990 im Stadion Poljud in Split ausgetragen.
In diesem Wettbewerb gab es mit Gold und Bronze zwei Medaillen für die italienischen Hindernisläufer. Europameister wurde der Vizeeuropameister von 1986, Weltmeister von 1987 und Vizeweltmeister über 10.000 Meter von 1987 Francesco Panetta. Er gewann vor dem britischen Olympiadritten von 1988 Mark Rowland. Bronze ging an Alessandro Lambruschini.

## Rekorde

### Bestehende Rekorde
| Weltrekord           | 8:05,35 min | Peter Koech          | Stockholm, Schweden | 3. Juli 1989      |
| Europarekord         | 8:07,62 min | Joseph Mahmoud       | Brüssel, Belgien    | 24. August 1984   |
| Meisterschaftsrekord | 8:15,04 min | Bronisław Malinowski | EM Rom, Italien     | 7. September 1974 |

### Rekordverbesserung
Der italienische Europameister Francesco Panetta verbesserte den bestehenden EM-Rekord im Finale am 30. August um 2,38 Sekunden auf 8:12,66 min. Zum Europarekord fehlten ihm 3,62 s, zum Weltrekord 5,04 s.

## Legende
Kurze Übersicht zur Bedeutung der Symbolik – so üblicherweise auch in sonstigen Veröffentlichungen verwendet:
| CR  | Championshiprekord                       |
| DNF | Wettkampf nicht beendet (did not finish) |

## Vorrunde
28. August 1990
Die Vorrunde wurde in zwei Läufen durchgeführt. Die ersten sechs Athleten pro Lauf – hellblau unterlegt – qualifizierten sich für das Finale.

### Vorlauf 1
| Platz | Name                    | Nation         | Zeit (min) |
| ----- | ----------------------- | -------------- | ---------- |
| 1     | Mark Rowland            | Großbritannien | 8:22,55    |
| 2     | William Van Dijck       | Belgien        | 8:23,05    |
| 3     | Alessandro Lambruschini | Italien        | 8:23,16    |
| 4     | Bruno Le Stum           | Frankreich     | 8:23,21    |
| 5     | Benito Nogales          | Spanien        | 8:23,52    |
| 6     | José Carlos Pereira     | Portugal       | 8:23,92    |
| 7     | Wassili Koromislow      | Sowjetunion    | 8:24,59    |
| 8     | Colin Walker            | Großbritannien | 8:26,95    |
| 9     | Jörgen Salo             | Finnland       | 8:27,98    |
| 10    | Nihat Bağcı             | Türkei         | 8:52,34    |
| DNF   | Uwe Pflügner            | DDR            |            |
| DNF   | Mirosław Żerkowski      | Polen          |            |

### Vorlauf 2

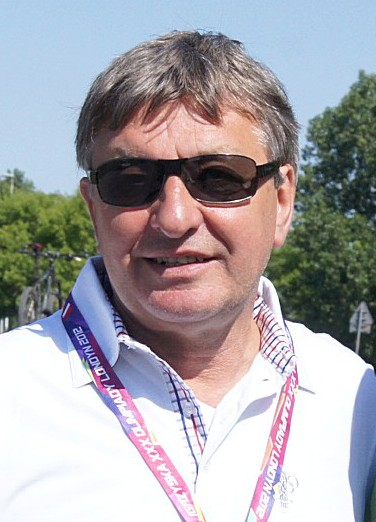
Bogusław Mamiński, Vizeeuropameister von 1982, erreichte mit Rang sieben im zweiten Vorlauf nicht das Finale

| Platz | Name              | Nation         | Zeit (min) |
| ----- | ----------------- | -------------- | ---------- |
| 1     | Francesco Panetta | Italien        | 8:20,65    |
| 2     | Tom Hanlon        | Großbritannien | 8:21,76    |
| 3     | Angelo Carosi     | Italien        | 8:21,80    |
| 4     | Hagen Melzer      | DDR            | 8:22,81    |
| 5     | Antonio Peula     | Spanien        | 8:23,47    |
| 6     | Joseph Mahmoud    | Frankreich     | 8:24,36    |
| 7     | Bogusław Mamiński | Polen          | 8:24,82    |
| 8     | Michael Heist     | BR Deutschland | 8:24,97    |
| 9     | Vule Maksimović   | Jugoslawien    | 8:33,07    |
| 10    | Waleri Wandjak    | Sowjetunion    | 8:43,72    |

## Finale
30. August 1990
| Platz | Name                    | Nation         | Zeit (min) |
| ----- | ----------------------- | -------------- | ---------- |
| 1     | Francesco Panetta       | Italien        | 8:12,66 CR |
| 2     | Mark Rowland            | Großbritannien | 8:13,27    |
| 3     | Alessandro Lambruschini | Italien        | 8:15,82    |
| 4     | Angelo Carosi           | Italien        | 8:17,48    |
| 5     | William Van Dijck       | Belgien        | 8:21,71    |
| 6     | Tom Hanlon              | Großbritannien | 8:21,73    |
| 7     | Hagen Melzer            | DDR            | 8:22,48    |
| 8     | Bruno Le Stum           | Frankreich     | 8:23,39    |
| 9     | Antonio Peula           | Spanien        | 8:24,47    |
| 10    | Benito Nogales          | Spanien        | 8:26,11    |
| 11    | José Carlos Pereira     | Portugal       | 8:27,04    |
| DNF   | Joseph Mahmoud          | Frankreich     |            |

## Videolink
- 1990 European Athletics Championships Men's 3000m steeplechase final, www.youtube.com, abgerufen am 22. Dezember 2022